# Caddo-Sprachen

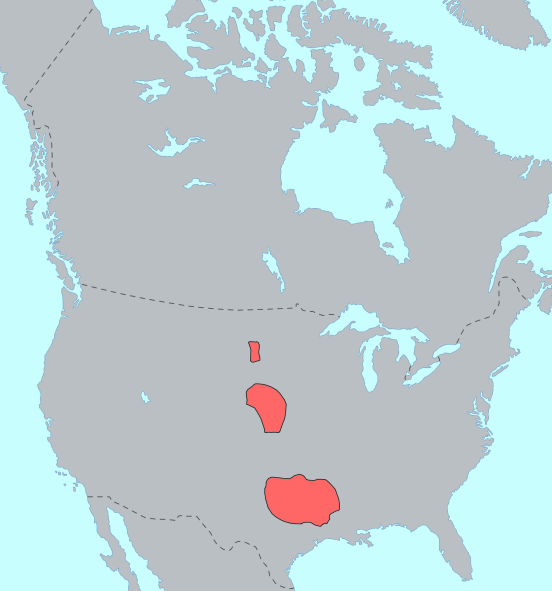
Verbreitung der Caddo-Sprachen

Die Caddo-Sprachen sind eine Sprachfamilie fünf eng verwandter Sprachen (mit einst zahlreichen Dialekten), die früher von mehreren mächtigen Häuptlingstümern sowie Stämmen im Gebiet der Südlichen Plains und Central Great Plains gesprochen wurden. Das ehemalige Sprachgebiet erstreckte sich über weite Gebiete von North und South Dakota, Nebraska, Kansas, Oklahoma und Texas in den USA. Keine der vier heute noch gesprochenen Caddo-Sprachen erreicht eine Sprecherzahl von mehr als 25, und daher zählen alle zu den ernsthaft bedrohten Sprachen bzw. fast ausgestorbenen Sprachen.

## Aufgliederung
Zur Familie der Caddo-Sprachen gehören folgende fünf:
I. Südliches Caddo oder einfach Caddo
- 1. Caddo (der eigentl. Caddo sowie der mit ihnen historisch sprachlich und politisch verbündeten Stämme der Yatasi, Tula, Ouachita (Washita), Eyeish und Cahinnio, heute meist Hainai- und Hasinai-Dialekte, einige Kadohadacho; 25 Sprecher, ernsthaft bedroht)
  - Kadohadacho-Dialekt
  - Hasinai-Dialekt
  - Hainai-Dialekt
  - Natchitoches-Dialekt
  - Yatasi-Dialekt

II. Nördliches Caddo oder Plains Caddo
A: WICHITA
- 2. Wichita (der Wichita-Völker: Guichita (eigentl. Wichita), Taovaya (Tawehash), Waco (Iscani, Hueco) und Tawakoni (Towakoni), nur noch 1 Muttersprachler sowie drei Sprecher, fast ausgestorben)
  - KirikirɁi:s (eigentl. Wichita)-Dialekt
  - Waco (Hueco)-Dialekt
  - Tawakoni (Towakoni)-Dialekt

B: PAWNEE-KITSAI
Kitsai (Kichai)
- 3. Kitsai (Kichai) (†) (der Kichai (Kitsai), keine Sprecher mehr, ausgestorben)

Pawnee
- 4. Arikara (Ree) (der Arikaree (Arikara), 10 Sprecher, fast ausgestorben)
- 5. Pawnee (der Pawnee, 10 Sprecher (Golla 2007), evtl. bis zu 79 Sprecher (2000 census), jedoch nur von Ältesten, fast ausgestorben)
  - South Band-Dialekt
  - Skiri / Skidi (auch Wolf)-Dialekt

## Sprache und Identität
Wie oben bereits erwähnt, gelten die vier heute noch gesprochenen Caddo-Sprachen aufgrund des meist erzwungenen Sprachwechsels zum dominierenden American English alle als ernsthaft bedrohte Sprachen (Südliches Caddo bzw. Caddo) bzw. als fast ausgestorbene Sprache (Nördliches Caddo: Wichita, Arikara und Pawnee). Sollte eine dieser Sprachen aussterben (siehe Sprachtod), verschwindet mit ihr oft gleichzeitig ein komplexes, den Völkern eigenes Wissenssystem (über ihre Umwelt, Religion sowie ihre Gesellschaft). Zudem ist oftmals der Verlust der Sprache gleichzusetzen mit dem Verlust der Identität als Volk, da meist mündlich von den Ältesten übermitteltes Wissen für die nächste Generation verlorengeht, da letztere nicht mehr die Sprache versteht. Es wurden (und werden) zwar mehrere Wörterbücher für die verschiedenen Caddo-Sprachen veröffentlicht und teilweise in den Schulen der Stämme unterrichtet, jedoch sprechen heute meist nur noch Ältere diese als Muttersprache. Zudem können Übersetzungen ins amerikanische Englisch nicht die ganze Sprachvielfalt sowie die Mehrdeutigkeit der ursprünglichen Sagen und Erzählungen oder die rituellen Gesänge bei Tänzen und religiösen Festen erfassen, so dass auch hier ein Verlust der Kultur und Identität nicht zu vermeiden sind.
Die fünfte Caddo-Sprache, die zum Nördlichen Caddo zählende Kitsai-Sprache der Kichai, gilt seit dem Tod des letzten Sprechers in den 1940er Jahren als ausgestorbene Sprache.

## Mögliche Verwandtschaftsbeziehungen
Die postulierte Verwandtschaft von Caddo zu den Sioux-Sprachen, den Irokesischen Sprachen sowie dem Yuchi (der Yuchi) und die Eingliederung aller dieser Sprachen in einer sog. Makro-Sioux-Sprachfamilie konnte bis heute nicht bewiesen werden und wird von den Linguisten mehrheitlich abgelehnt.
Ferner wurde auch eine Verwandtschaft des von mehreren Pueblo-Völkern gesprochenen Keres sowie des heute ausgestorbenen Adai (von dem sich nur eine Liste von 275 Wörtern erhalten hat) angenommen; heute jedoch werden beide Sprachen – genauso wie das Yuchi – zu den Isolierten Sprachen gezählt. Da die heute als Völker nicht mehr existenten Adai und Bidai, deren Stammesbezeichnungen jeweils auf ein Caddowort für „Unterholz, Gestrüpp“ zurückgeht, sowohl geografisch als auch kulturell und teilweise politisch mit den Südlichen Caddo eng verbunden waren, wurden deren Sprachen ebenfalls als Caddo-Sprachen betrachtet. Heute jedoch wird die Sprache der Bidai allgemein als ein Westlicher Dialekt der heute ebenfalls ausgestorbenen isolierten Atakapa-Sprache angesehen.